# Муса-хан
Муса-хан — эмир Афганистана.
Муса был сыном эмира Мухаммеда Якуб-хана. Во время второй англо-афганской войны, когда его отец подписал в 1879 году Гандамакский договор, то войска в Кабуле восстали и вырезали британскую миссию. Якуб-хан отрёкся от престола, и новым эмиром был провозглашён мальчик Муса, реальными правителями при котором были генерал Мухаммед-джан и мулла Мушк-и Алум, объявивший джихад против британцев. Однако вскоре британцы отбили Кабул и посадили на афганский престол нового эмира.